# Companhia Carris Porto-Alegrense
A Companhia Carris Porto-Alegrense (conhecida por Carris) é uma das empresas operadoras do transporte coletivo de Porto Alegre, que inclui também os consórcios Viva Sul, Mob, Via Leste e Consórcio Mais. Sua frota é composta por 347 ônibus e atende grande parte da cidade, com cerca de 30 linhas.
Fundada em 1872, em 1953 se tornou empresa pública, uma sociedade de economia mista com o controle acionário da prefeitura de Porto Alegre, que detinha 99,9% das ações. A Carris foi considerada pela Associação Nacional dos Transportes Públicos como a melhor empresa de ônibus urbano do Brasil em 1999 e 2001. Em 2021 a sua privatização foi aprovada pela Câmara de Vereadores, entre muitos protestos, e, em 2 de outubro de 2023, foi leiloada para a Empresa de Transporte Coletivo Viamão, de Viamão.
Representa, em 2023, 22,4% do sistema de transporte coletivo de Porto Alegre.

## Histórico
É a mais antiga empresa de transporte coletivo do país em atividade, e nasceu graças à autorização do imperador Dom Pedro II, via decreto, publicado em 19 de junho de 1872. Na época, Porto Alegre era uma cidade de apenas 34 mil habitantes e que recém completara cem anos de fundação. Uma primeira empresa havia atuado, de forma precária, com um bonde a partir de 1864, saindo da região da atual Praça Argentina e passando pelas atuais avenidas João Pessoa e Azenha, entrando na rua Botafogo e seguindo pela avenida Getúlio Vargas até a frente da igreja Menino Deus.
O primeiro diretor-presidente da Carris foi Themistocles Petrocochino, eleito em assembleia geral dos acionistas. Os bondes foram importados dos Estados Unidos, andavam em trilhos de madeira e eram puxados por mulas ou burros. A garagem ficava na atual avenida João Pessoa. A linha foi inaugurada em 4 de janeiro de 1873, com seis carros embandeirados puxando a primeira viagem oficial, com o presidente da província e o bispo no primeiro bonde.
Uma concorrente foi criada em 1893, chamada Companhia Carris Urbanos, que operava as linhas Independência, Partenon e São João. As duas empresas se fundiram em 1906, criando a Companhia Força e Luz Porto-Alegrense, responsável também pela geração de energia elétrica. Em 1908 a companhia inaugurou o serviço de bondes elétricos, que seria desativado somente em 1970, mas manteve o uso de animais até 1914. O período de hegemonia dos bondes foi até a década de 1920, quando começaram a circular os primeiros automóveis movidos a gasolina, querosene ou óleo. Em 1926 passou a oferecer transporte por ônibus. Em 1928 foi comprada pela norte-americana Electric, Bond & Share, recebendo seu nome atual, e em 29 de novembro de 1953 a empresa foi encampada pela prefeitura.
A empresa teve no final da década de 1960 diversos Trólebus (ônibus elétricos) que substituíram os bondes, os veículos eram equipados com chassi FNM, carroceria Massari e componentes elétricos Villares. Em 1970 ainda operavam os últimos bondes elétricos, nas linhas Teresópolis, Partenon e Glória. Sua aposentadoria em 8 de março ocorreu com festividades. Nesta década a Carris operou os primeiros ônibus com ar condicionado da história de Porto Alegre, os veículos operavam serviço seletivo que atendia a região do bairro Bela Vista e eram equipados ainda com rodomoça, cafezinho e jornal a bordo. Alguns trólebus que rodaram na cidade paulista de Araraquara pela CTA, pertenceram à Carris e rodaram até a década de 2000. Em 1974 foi implantada uma escola para motoristas.
Em 1980 foi implantada a tarifa única. Em 2007 foi introduzida a bilhetagem eletrônica e os veículos passaram a circular com biodiesel. Recentemente foram criadas linhas temáticas. A Linha Turismo no Centro Histórico em 2004; Linha Social para escolares e e entidades sociais em 2009; Linha Territórios Negros em 2010; Linha Bicho Amigo, para animais de famílias carentes, e Operação Balada Segura da Linha C4 em 2011. Neste ano foi inaugurada sua Unidade de Documentação e Memória. Também nesta década foram realizados investimentos em renovação da frota, segurança e conforto dos passageiros e qualificação dos funcionários. A empresa Carris lançou as linhas circulares e transversais da cidade. Foi a primeira empresa de Porto Alegre a utilizar veículos que facilitavam o acesso às pessoas portadoras de deficiência, inicialmente com elevadores hidráulicos.
Conforme os balanços financeiros divulgados pela empresa, a Carris registrou déficit de R$ 74,2 milhões em 2016, valor diminuído para  R$ 43 milhões no ano seguinte e R$ 19,2 milhões em 2018. Em 2019, a empresa registrou lucro pela primeira vez desde 2012.

## Reconhecimento
A Carris é a única instituição municipal a conquistar o Prêmio Nacional de Gestão Pública do Governo Federal e, em 2005, obteve o primeiro lugar na categoria Empresa Pública Eficiente da Pesquisa Top of Mind, realizada em Porto Alegre.
Em 2014 recebeu o título de Empresa Cidadã, do Conselho Regional de Contabilidade do Estado do Rio de Janeiro.

## Corrupção
Em 2013, uma sindicância interna denunciou a existência de desvios de quase um milhão de reais da Carris por meio de fraude na bilhetagem eletrônica. Em 2018, o Ministério Público divulgou denúncia de que Ivsem Gonçalves, que ocupara cargo comissionado na empresa, desviara R$ 1,7 milhão da empresa através de indenizações pagas indevidamente a um homem falecido. O dinheiro serviu, entre outras finalidades, para realizar doações eleitorais, em nome do falecido, para campanhas de candidatos do MDB, incluindo a do governador José Ivo Sartori em 2016 e a do candidato a prefeito de Porto Alegre em 2016, Sebastião Melo, partido ao qual o denunciado era filiado.

## Compra de ônibus novos
As maiores aquisições da Carris ocorreram em 1987, quando vieram mais de 50 novos veículos monobloco e com carrocerias Marcopolo e Thamco, equipados com mecânica Mercedes-Benz. Em 2006 com a chegada de 62 novos ônibus Neobus Mega 2006 Mercedes-Benz OF-1722M. Durante todo o ano de 2008, entraram 76 novos, dentre eles Mega 2006 Low Entry com chassi Agrale; Millennium II e Viale, ambos chassi Volkswagen 17-260 EOT; juntos de Urbanuss Pluss Articulado Volvo. Em 2010 houve a aquisição de 82 veículos novos, como Neobus Mega 2006 Articulado Mercedes-Benz O500MA (7 veículos) e Gran Viale Low Entry Volvo e Mercedes-Benz (75 veículos com Ar condicionado). Já a maior aquisição das últimas cinco décadas ocorreu em 2020, com a chegada de 98 ônibus Mascarello Gran Via Midi, com chassi Mercedes-Benz.
Em janeiro de 2019, oitenta e três veículos da Carris completaram treze anos e não poderiam mais circular, de acordo com lei municipal alterada no ano anterior, que aumentou de dez de doze anos a vida útil dos coletivos. A empresa lançou edital para erenovação da frota em março, medida seguida de um decreto assinado em maio por Marchezan Júnior para aumentar a vida útil dos ônibus de doze para quatorze anos.
Apesar da promessa de que ônibus novos estariam circulando em outubro, a dificuldade em obter financiamento atrasou a compra. Em novembro, a Câmara Municipal autorizou a empresa a contratar quase quarenta e um milhões de reais de crédito para a compra de oitenta e sete ônibus e administração municipal prometeu que os coletivos iriam para as ruas em fevereiro do ano seguinte. No entanto, um novo edital foi lançado somente em fevereiro do ano seguinte, no momento em que a legislação obrigava a troca de noventa e sete coletivos. Os novos ônibus só começaram a rodar em agosto de 2020, cerca de um ano e meio depois do prometido pela administração municipal.

## Privatização
Durante a campanha, em 2016, Marchezan Júnior negou que tivesse a intenção de privatizar a Carris. Contudo, em junho de 2017, o prefeito afirmou que a Carris poderia ser privatizada. No mês seguinte, ele voltou a sustentar que a empresa deveria ser privatizada ou que deveria licitar linhas. Em junho de 2018, a prefeitura contratou uma consultoria para analisar a Carris e o prefeito novamente defendeu que a privatização era uma das opções para a companhia.
O sucessor de Marchezan, Sebastião Melo, deu continuidade ao projeto de privatização. Em meio a muitos protestos de funcionários e comunidade, a privatização da Carris foi aprovada pelos vereadores em 8 de setembro de 2021, autorizando a prefeitura a alienar seu patrimônio e conceder as linhas para privados. As oito emendas, todas da oposição, foram rejeitadas. A prefeitura poderá, também, "ceder, no todo ou em parte, sua participação na sociedade, o controle de ações na bolsa de valores, seu poder de decidir em nome dela e de escolher quem vai comandar a empresa, transformar, fundir, dividir, fatiar, incorporar, liquidar, dissolver, extinguir ou desativar a companhia. Tem o direito, inclusive, de aceitar ser substituída, na hora de gozar de algum benefício ou receber algum crédito proveniente de algum financiamento". Em resumo, o principal argumento foi que a empresa era deficitária e ultrapassada, não tendo conseguido se adaptar às novas demandas contemporâneas. A prefeitura alegou que em 2022 teria de injetar meio bilhão de reais para cobrir as dívidas acumuladas.
Mesmo antes de efetivada a privatização, a proposta já vinha recebendo numerosas criticas, uma greve foi organizada pelos funcionários em protesto, circulou um abaixo-assinado, e 16 entidades e sindicatos se reuniram numa Frente Ampla em Defesa da Carris e do Transporte de Qualidade, mas era uma opinião corrente que o transporte público estava com grandes problemas, com envelhecimento da frota, redução acentuada do número de usuários, passagens caras. A prefeitura insistiu na privatização como a única saída possível, e garantiu que a população seguirá sendo atendida sem nenhum prejuízo, mas a Frente Ampla ofereceu diversas alternativas de gestão para reverter a crise e manter a empresa como pública. Os críticos ainda têm muitas incertezas sobre a qualidade e acessibilidade dos serviços nessa nova etapa. A Carris opera 22 linhas e atende 25,3% dos 423 mil usuários de ônibus de Porto Alegre, segundo dados de 2021. Antes da pandemia de covid-19, que reduziu passageiros em todo o mundo, atendia cerca de 193 mil passageiros. É de ressaltar que alguns problemas derivam em parte de contextos mais amplos, como a pandemia e a crise econômica global, mas também foi apontada má administração. Os críticos alegam que os governos recentes têm adotado uma prática de sucateamento deliberado dos serviços públicos para justificar sua concessão à iniciativa privada, organizando um grande programa de desestatizações.
O Sindicato dos Trabalhadores do Judiciário Federal e do Ministério Público da União no Rio Grande do Sul publicou nota alegando que as justificativas oficiais são mentirosas e parte de um processo "que faz ressonância ao desmonte promovido no âmbito federal pelo governo de Jair Bolsonaro". A Carris é "um patrimônio da cidade e fundamental para a busca pela democratização do transporte". Fabrício Loguércio, diretor do sindicato, disse que "a luta em defesa da Carris pública é, na verdade, uma luta em defesa do transporte público. A Carris, fundada em 1872, já foi exemplo de transporte público. Ganhou prêmios de melhor empresa de transporte coletivo do Brasil. Sempre serviu pra regular o sistema em Porto Alegre. Porém, após uma sequência de gestões desastrosas, com vários escândalos de corrupção (segundo a mídia), foi sendo sucateada. Apesar de tudo isso, ainda é a melhor de Porto Alegre". Para André Augustin, do Observatório das Metrópoles, 
"Infelizmente, nos últimos anos as sucessivas gestões neoliberais na Prefeitura de Porto Alegre promoveram o seu sucateamento. A qualidade caiu, mas mesmo assim continuou acima das concorrentes. Em 2021, a idade média da frota da Carris era de 5,2 anos, contra 7,7 anos das empresas privadas (acima do permitido pela legislação). Além disso, 94% dos ônibus da Carris possuíam ar condicionado, contra 41% nas privadas. Também foi a Carris que salvou o sistema de ônibus durante a pandemia, quando as empresas privadas descumpriram os contratos e começaram a abandonar as linhas mais deficitárias. Para garantir o direito ao transporte, previsto na Constituição, a Carris assumiu essas linhas – num subsídio indireto às suas concorrentes, que puderam operar apenas as linhas lucrativas. Isso fez o prejuízo da Carris aumentar, o que foi usado de argumento pelo prefeito Sebastião Melo para acabar com a Carris.
"Os prejuízos surgiram depois de Fortunati entregar a gestão da Carris para o PMDB, partido do seu vice, Sebastião Melo. Entre outros escândalos, houve desvios de mais de um milhão e meio de reais pelo coordenador financeiro da companhia, que depois fez diversas doações para campanhas do seu partido, incluindo do próprio Melo. Quando virou prefeito, Sebastião Melo usou o prejuízo iniciado na sua gestão como vice-prefeito para defender que a Carris não podia mais ser pública. Enviou então um projeto de lei à Câmara Municipal pedindo não a privatização, mas uma carta branca para fazer o que quisesse para destruir a Carris. [...]
"Assim como acontecia um século atrás, transporte e saneamento devem servir não para atender às necessidades da população, mas para garantir os lucros dos prestadores desses serviços e ainda ajudar na valorização da terra urbana. Não é, portanto, uma ausência do Estado, mas uma forte atuação estatal para construir uma cidade que gere lucro para determinados setores".

Em 2 de outubro de 2023, a prefeitura realizou a sessão pública de leilão da Carris. Com uma proposta de R$ 109.961.560,00 (R$ 100 mil acima do lance mínimo, após ter oferecido somente R$ 2 mil a mais), a Viamão venceu a disputa. A segunda interessada, Viação Mimo, de Várzea Paulista, foi desclassificada por não apresentar a documentação necessária para as garantias do negócio. O valor acertado deverá ser pago em 121 parcelas. A concessão por duas décadas inclui venda de ações e bens (ônibus e terrenos) e a operação de 20 linhas.

## Presidentes
Os presidentes da Carris são nomeados pelo prefeito de Porto Alegre.
| Ano               | Presidente                    | Prefeito                       |
| ----------------- | ----------------------------- | ------------------------------ |
| 1999 - 2002       | Maria Cristina Utzig Piovesan | Tarso Genro e João Verle (PT)  |
| 2005 - 2010       | Antônio Lorenzi               | José Fogaça (PPS e PMDB)       |
| 2010 - 2011       | João Pancinha                 | José Fortunati (PDT)           |
| 2011 - 2016       | Sérgio Zimmermann             | José Fortunati (PDT)           |
| 2017              | Luis Fernando Ferreira        | Nelson Marchezan Júnior (PSDB) |
| 2017 - 2019       | Helen Machado                 | Nelson Marchezan Júnior (PSDB) |
| 2019 - 2021       | César Griguc                  | Nelson Marchezan Júnior (PSDB) |
| 2021 - 2024       | Maurício Gomes da Cunha       | Sebastião Melo (MDB)           |
| 2024 - atualmente | Leonel David Bortoncello      | Sebastião Melo (MDB)           |